# Zero (альбом Van Halen)
Zero (с англ. — «Ноль») — редкие демо-записи хард-рок группы Van Halen, которые так и не вышли.

## Об альбоме
Спродюсированные Джином Симмонсом демо-записи никому не были интересны по этому сам альбом целиком не вышел, но некоторые песни попали на последующие альбомы группы, в изменённом виде, такие как:
- On Fire — Van Halen
- Woman In Love — Van Halen II (в альбоме Van Halen II слово «woman» будет во множественном числе), также на задней обложке не правильно написана длительность этой песни (3:25) [1]
- House In Pain — 1984, с предлогом Of вместо In
- Runnin' with the Devil — Van Halen
- She’s The Woman — A Different Kind of Truth
- Somebody Get Me A Doctor — Van Halen II
- Let’s Get Rockin' (Outta Space) — A Different Kind of Truth
- Big Trouble (Big River) — A Different Kind of Truth
- Put Out the Lights (Beats Workin') — A Different Kind of Truth

Babe, Don't Leave Me Alone так и не была выпущена.
На передней обложке изображён Эдди с сигаретой и гитарой на фоне деревянной стены/забора, а на задней обложке изображён он же, только он уже играет на гитаре, а не просто стоит с ней.

## Список композиций
Треклист неофициального выпуска на виниле 
Слова и музыка всех песен — Эдди Ван Хален, Алекс Ван Хален, Дэвид Ли Рот и Майкл Энтони.
| №                   | Название                 | Перевод                | Длительность |
| ------------------- | ------------------------ | ---------------------- | ------------ |
| 1.                  | «On Fire»                | В Огне                 | 3:37         |
| 2.                  | «Woman in Love»          | Влюблённая Женщина     | 2:25         |
| 3.                  | «House in Pain»          | Дом в Боли             | 2:27         |
| 4.                  | «Runnin' with the Devil» | Бегу с Дьяволом        | 3:33         |
| 5.                  | «She’s the Woman»        | Она — Та Самая Женщина | 2:53         |
| Общая длительность: | Общая длительность:      | Общая длительность:    | 14:55        |

| №                   | Название                     | Перевод                        | Длительность |
| ------------------- | ---------------------------- | ------------------------------ | ------------ |
| 6.                  | «Let's Get Rockin'»          | Давайте Начнём Зажигать        | 3:08         |
| 7.                  | «Big Trouble»                | Большие Неприятности           | 3:35         |
| 8.                  | «Somebody Get Me a Doctor»   | Кто-Нибудь, Вызовите Мне Врача | 3:03         |
| 9.                  | «Babe, Don't Leave Me Alone» | Детка, Не Оставляй Меня Одного | 2:55         |
| 10.                 | «Put Out the Lights»         | Потуши Свет                    | 3:38         |
| Общая длительность: | Общая длительность:          | Общая длительность:            | 16:19        |

Естественно, при попадании песни в последующий альбом, улучшалось качество.

## Участники записи
Van Halen
- Дэвид Ли Рот — вокал
- Эдди Ван Хален — гитара, бэк-вокал
- Майкл Энтони — бас-гитара, бэк-вокал
- Алекс Ван Хален — ударные

Продюсер
- Джин Симмонс